# Altenstadt (Oberbayern)

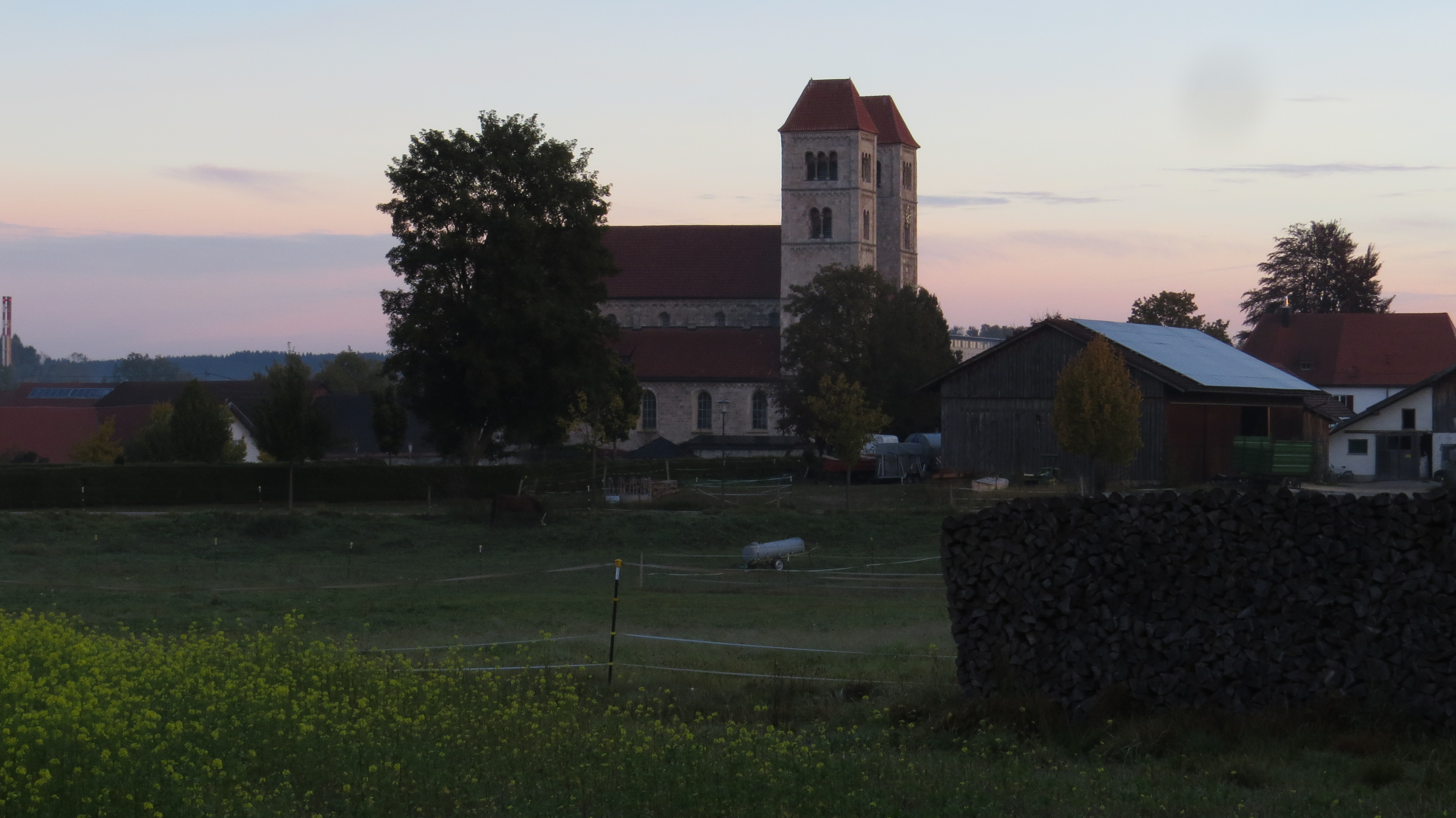
Romanische Basilika in der Morgendämmerung

Altenstadt ist eine Gemeinde im oberbayerischen Landkreis Weilheim-Schongau sowie der Sitz der Verwaltungsgemeinschaft Altenstadt.

## Geographie
Die Gemeinde liegt in der Region Oberland im Pfaffenwinkel, etwa 60 km südwestlich von München und 20 km südöstlich von Kaufbeuren.
Die Gemeinde hat zwei Gemeindeteile (in Klammern ist der Siedlungstyp angegeben):
- Altenstadt (Pfarrdorf)
- Schwabniederhofen (Kirchdorf)

## Geschichte

### Bis zur Gemeindegründung
Um 15 vor Christus eroberte das Römische Reich während der Alpenfeldzüge in einer Schlacht zwischen Rauhenlechsberg und Dießen gegen die Likatier die Gegend. Altenstadt liegt am Schnittpunkt zweier alter römischer Straßen, der Via Claudia Augusta und der alten Salzstraße von Kempten nach Salzburg. Im Gebiet des heutigen Altenstadt bauten die Römer ein Versorgungslager und nannten es „Esconova“. Der Name des Lagers ist aber nicht wissenschaftlich gesichert.
Altenstadt ist das frühere Schongau – ein großer Teil der Bewohner zog im 13. Jahrhundert nur wenige Kilometer weiter in die auf dem Lechumlaufberg gegründete Siedlung am Lech und nahm den Ortsnamen mit. Die alte Siedlung wurde schlicht Altenstadt, die alte Stadt Schongau, genannt.
Um die Mitte des 12. Jahrhunderts dürfte die einstige Burg, die Burg Burklaberg der Lechrainer Welfen auf dem Burglach, auch Schlossberg genannt, entstanden sein. Diese Burg gibt es heute nicht mehr. Altenstadt gehörte zum Rentamt München und zum Landgericht Schongau des Kurfürstentums Bayern. Im Jahr 1818 entstand die politische Gemeinde.

### 20. Jahrhundert
Nach dem Ende des Zweiten Weltkriegs 1945 gehörte Altenstadt zur Amerikanischen Besatzungszone. Die amerikanische Militärverwaltung richtete ein DP-Lager ein zur Unterbringung so genannter Displaced Persons. Die meisten von ihnen stammten aus Polen. Das Lager wurde von der UNRRA betreut und 1950 aufgelöst.

#### Eingemeindungen
Im Zuge der Gebietsreform in Bayern wurde am 1. Mai 1978 die Gemeinde Schwabniederhofen eingegliedert.

### Einwohnerentwicklung
Zwischen 1988 und 2018 wuchs die Gemeinde von 2920 auf 3319 um 399 Einwohner bzw. um 13,7 %.
| Jahr          | 1840 | 1871 | 1900 | 1925 | 1939 | 1950 | 1961 | 1970 | 1987 | 1991 | 1995 | 2000 | 2005 | 2010 | 2015 |
| Einwohnerzahl | 598  | 659  | 763  | 897  | 1142 | 2938 | 2510 | 2522 | 2870 | 3059 | 3112 | 3195 | 3319 | 3279 | 3330 |

## Politik

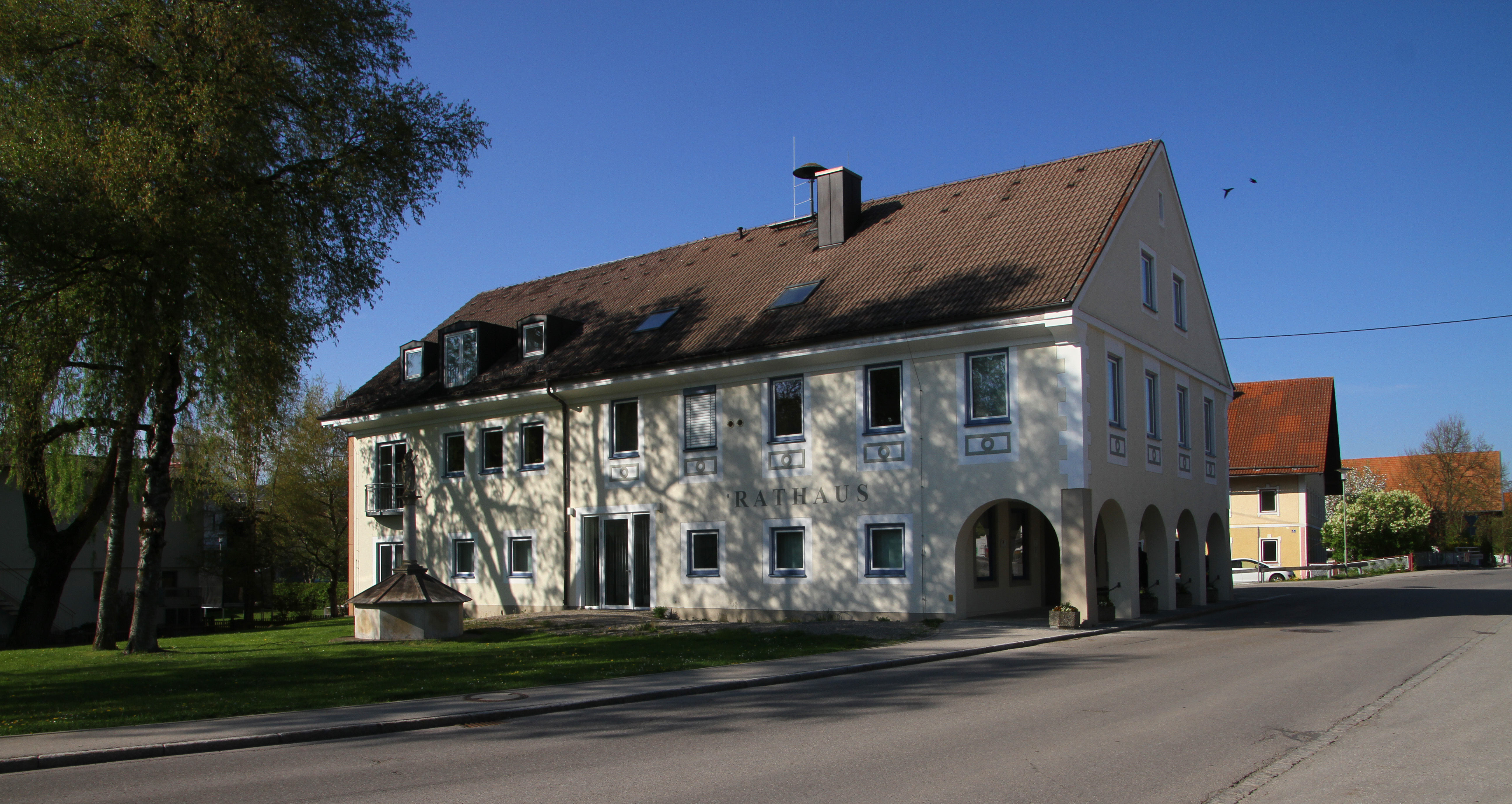
Rathaus

### Gemeinderat
| Partei / Liste                       | Wahl 2020 | Wahl 2014 | Wahl 2008 |
| Partei / Liste                       | Sitze     | Sitze     | Sitze     |
| ------------------------------------ | --------- | --------- | --------- |
| CSU                                  | 7         | 7         | 7         |
| SPD                                  | 2         | 2         | 2         |
| UWV/FW                               | 5         | 5         | 5         |
| Wählergemeinschaft Schwabniederhofen | 2         | 2         | 2         |
| Sitze gesamt                         | 16        | 16        | 16        |

### Bürgermeister
Seit Mai 2020 ist Andreas Kögl (CSU) Erster Bürgermeister. Dessen Amtsvorgänger war Albert Hadersbeck, der das Amt 18 Jahre lang bekleidete.

### Gemeindesteuern
Die Gemeindesteuereinnahmen betrugen im Jahr 2018 3.999.000 €, davon waren 1.440.000 € (netto) Gewerbesteuereinnahmen.

### Wappen
|                         | Blasonierung: „In Rot die silberne Basilika von Altenstadt mit goldenen Dächern, hinter dem Langhaus aufwachsend ein golden bewehrter silberner Greifenlöwe.“ |
| Wappenführung seit 1957 | |

## Kultur und Sehenswürdigkeiten

### Baudenkmäler

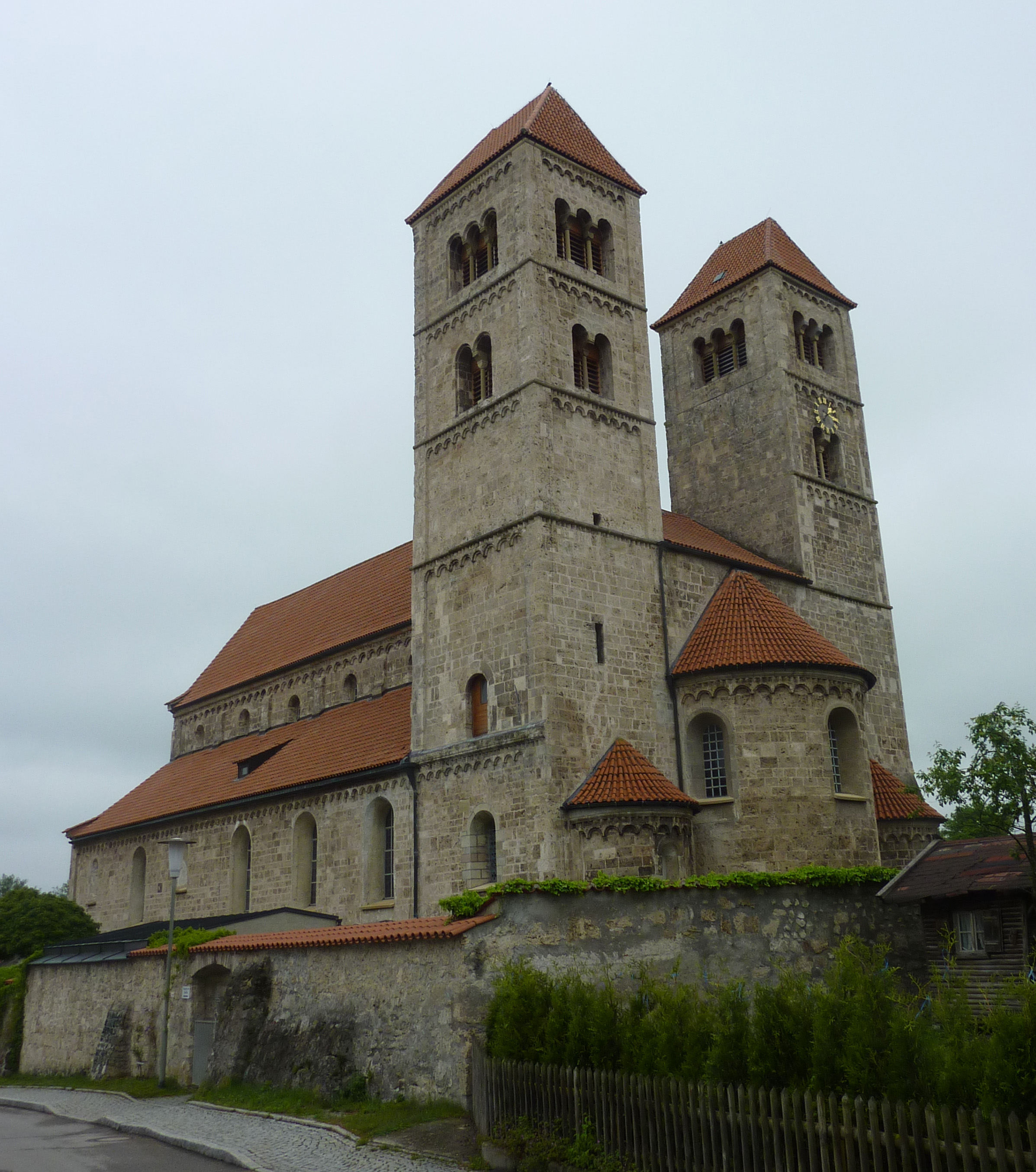
Basilika St. Michael

Bedeutend ist die romanische Basilika St. Michael mit Resten mittelalterlicher Wandmalerei und mehreren Zeugnissen romanischer Skulptur. Die Basilika blieb in ihrer romanischen Form erhalten, weil den Altenstädtern nach der Umsiedlung der meisten Bewohner das Geld für aufwändige Umbauten fehlte. Im Jahre 1965 wurde der Kirche der Titel einer päpstlichen Basilica minor verliehen. Nennenswert sind im Inneren der Basilika
- das romanische Taufbecken,
- die auf ca. 1210/20 datierte Triumphkreuzgruppe. Das überlebensgroße Kruzifix „Großer Gott von Altenstadt“ ist ein Original. Die Assistenzfiguren Maria und Johannes sind hingegen Kopien, da die Originale 1867 zur Finanzierung einer Kirchenrenovierung an das Bayerische Nationalmuseum verkauft wurden und dort ausgestellt sind.

## Wirtschaft und Infrastruktur

### Verkehr
Zwischen Altenstadt und Schongau verläuft die Bundesstraße 17 von Norden leicht westlich verschwenkt nach Süden in offener Tieflage, an ihrer Westseite befindet sich die östliche Gemeindegrenze. Altenstadt ist hier über die teilplangleiche Ausfahrt Schongau-West/Altenstadt angebunden. Über den Straßeneinschnitt ist Altenstadt mit vier Straßenbrücken und einer Fußgänger-/Fahrradwegbrücke mit Schongau verbunden. Uber eine dieser Brücken führt die Staatsstraße 2014 von Nordwesten her aus Kaufbeuren über Osterzell nördlich am Zentrum Altenstadts vorbei, weiter in östliche Richtung über Schongau und danach rechts des Lech nördlich über Birkland nach Apfeldorf. Von Norden nach Süden durchquert die von Hohenfurch durch den Gemeindeteil Schwabniederhofen kommende Kreisstraße WM 6 Altenstadt, die südlich des Ortes die Bundesstraße 472 kreuzt und nach Burggen führt. Außerdem führt eine Gemeindeverbindungsstraße in westliche Richtung nach Schwabbruck.
Ab 1923 gab es in Altenstadt einen Bahnhof an der Bahnstrecke Kaufbeuren–Schongau. 1972 wurde der Personenverkehr und 1992 der Güterverkehr eingestellt und die Strecke stillgelegt. Im Jahr 2013 wurde der Themenradweg Sachsenrieder Bähnle eröffnet, der zu weiten Teilen auf der ehemaligen Nebenstrecke von Schongau nach Kaufbeuren führt.

### Bildung
In der Gemeinde befindet sich eine Grundschule für Schüler der 1. bis zur 4. Klasse, die Teil des Schulnetzes Auerbergland ist. Hier gibt es auch eine Gemeinde- und Schulbücherei, die in der ehemaligen Teilhauptschule besucht werden kann. Weiterhin befindet sich das Sonderpädagogische Förderzentrum Altenstadt im Ort.

### Wirtschaft
In Altenstadt produziert das Unternehmen Vincorion mit rund 230 Mitarbeitern militärische Stromversorgungen für die Bundeswehr. Vincorion ist aus der Firma Lechmotoren und der Jenoptik AG hervorgegangen, der Sitz des Unternehmens befindet sich in Wedel bei Hamburg. 
Im Jahr 1944 wurde die Betriebsstätte des Staeble-Werks (Hersteller von Objektiven) nach Altenstadt verlegt (Südliche Römerstraße). Die Staeble-Werke gingen später im Agfa-Konzern auf.

## Bundeswehr
In Altenstadt liegt die Franz-Josef-Strauß-Kaserne mit Heeresflugplatz Altenstadt, in der die Luftlande-/Lufttransportschule, das Feldwebel-/Unteroffizieranwärterbataillon 3 und eine Sportfördergruppe der Bundeswehr stationiert sind.

## Persönlichkeiten
- Xaver Schleich (1921–2006), Landwirt und Politiker (CSU)